# Prise de Valladolid
Guerre d'indépendance du Mexique
La prise de Valladolid est un épisode de la guerre d'indépendance du Mexique survenu le 17 octobre 1810 après que l'armée insurgés ait occupé la ville de Guanajuato dans l'État homonyme le 29 septembre 1810.

## Contexte
À la nouvelle que les rebelles avaient pris Guanajuato, la ville de Valladolid (aujourd'hui Morelia) fut abandonnée par ses autorités civiles et religieuses (Valladolid était le siège de l'intendance du Michoacán et le siège de l'archevêché du même nom). L'évêque de Michoacán, Manuel Abad y Queipo, lança une sentence d'excommunication contre les insurgés qui répondirent de la même façon.

## Prise de la ville
Les rebelles emmenés par Miguel Hidalgo entrèrent dans la ville où ils furent reçus avec les honneurs militaires le 17 octobre 1810. Ils y obtinrent le soutien financier de l’Église et des membres du corps des dragons. Hidalgo fut invité à réduire le nombre de ses troupes, ce qui lui était inacceptable. Cette position, et l'autorisation donnée aux hôtes par les prêtres de piller la ville, contribuèrent à un affrontement entre les deux chefs des insurgés, Miguel Hidalgo et Ignacio Allende.